# 椿彩奈
椿 彩奈（つばき あやな、1984年7月15日 - ）は、日本のファッションモデル、タレント、俳優、競技麻雀のプロ雀士。青山学院大学文学部フランス文学科卒業。本名、中村 有里（なかむら ゆり、改名したもの）。旧芸名、椿姫 彩菜（現在の芸名と読み同じ）。元Twin Planet→ホリプロ所属、フリーを経て現在はGrick所属。プロ雀士としては日本プロ麻雀協会所属。

## 来歴
埼玉県川口市出身。2人兄妹の長男で、2歳下の妹が居る。暁星高校を経て、青山学院大学を卒業。
2006年、性別適合手術を受け、戸籍を女性に変更。
2008年4月、菓子ブランド「ガトー・デ・フェ」を菓子メーカーのちぼりとの共同開発、菅野結以・武藤静香との共同プロデュースで立ち上げる。6月、初の自叙伝『わたし、男子校出身です。』を出版、ベストセラーとなる。10月、レッグウェアのブランド「informel（アンフォルメル）」をプロデュースする。10月、初のフォトブック『C'est ma vie』を出版。11月、日本・コロンビア修好100周年記念イベントでコロンビアのイメージガールを務める。
2009年1月、著書『椿姫以前』を出版。3月、ドラマ『就活のムスメ』で女優デビュー。4月、DVDブック『椿姫彩菜ビューティートライアル フィットネスタイチー』を発売。9月、『ムーラン・ドゥ・ラ・ギャレット』で舞台初出演。
2012年2月、初の主演舞台『テネシーワルツ 人類最後のおさかな?…』で座長を務める。
2014年6月、5月いっぱいで4年間在籍したホリプロを退社したことを報告した。
その後はコンピュータゲーム関連の仕事に多く関わっており、ゲームのイベントやネット番組などに出演している｡
2021年8月30日、自身のTwitterで日本プロ麻雀協会のプロ試験に合格し、麻雀プロになったことを報告した。プロ対局の実況を担当することもある。
2025年3月21日、第5回fuzzカップ優勝。これによりE1からB2へと7段階昇級した。

## 芸名
名字の「椿姫」は自身の好きなオペラ『椿姫』から、名前の「彩菜」はニューハーフクラブのママが画数を考慮して提案した候補から、それぞれ採ったという。
2017年8月29日、自身のTwitterで椿 彩奈（読み同じ）に改名を発表。改名の理由については、「なかなか変換でも出づらいし姫がついていることに疲れました！」と明かしている。

## 著書
- わたし、男子校出身です。（2008年6月10日、ポプラ社）ISBN 978-4591103852
- 椿姫彩菜フォトブック C'est ma vie（2008年10月25日、ワニブックス）ISBN 978-4847041358
- 椿姫以前（2009年1月9日、ポプラ社）ISBN 978-4591107577
- わたし、男子校出身です。Comic（著者:中森ゴセン、原作:椿姫彩菜）（2009年5月1日、ポプラ社）ISBN 978-4591109700
- 3/25才 これからのワタシの「夢と現実」（2009年9月5日、扶桑社）ISBN 978-4594060312

## 出演

### 雑誌
- 小悪魔ageha（インフォレスト） - 2006年創刊時から2009年12月まで読者モデル

### DVD
- 椿姫彩菜ビューティートライアル フィットネスタイチー （2009年4月24日、東宝）

### 舞台
- 日仏交流150周年記念公演「ムーラン・ドゥ・ラ・ギャレット」（2009年9月5日 - 12日、日本青年館、脚本・演出:西田大輔） - アリス・マルダー 役
- ハーフライン・エンタテインメント「テネシーワルツ 人類最後のおさかな?…」（2012年2月28日 - 3月4日、キンケロシアター）
- 劇団マツモトカズミ第四回公演「結婚の偏差値II DEAD OR ALIVE」（2014年9月10日 - 23日、新宿村LIVE）

### テレビドラマ
- 就活のムスメ（テレビ朝日・金曜ナイトドラマ、2009年3月27日）- 友田律子 役
- ブカツ道 第3話 成海璃子篇2 「練習とか面倒だし。」（まっすぐベースボール部）（WOWOW、2010年4月11日） - しましま茂子 役
- バラ色の聖戦 30歳2児の母、モデルになる。 第3話（テレビ朝日、2011年9月18日） - 牧 役

### テレビ
- 近未来予報ツギクル（フジテレビ系、2008年4月 - 2009年3月） - レギュラー
- サンデージャポン（TBS系） - 準レギュラー不定期出演
- クイズプレゼンバラエティー Qさま!!（テレビ朝日系） - 解答者で不定期出演
- 冒険チュートリアル（関西テレビ） - 常連ゲスト
- 青春リアル（NHK教育、番組開始 - 2010年3月） - ナレーター
- ごごたま（テレビ埼玉、テレビ神奈川、千葉テレビ、2012年4月 - 2015年3月） - 火曜日アシスタント
- EyeSight presents 恋するドライブ  (2012年7月18日、BS朝日)
- 女流雀士 プロアマNo.1決定戦 てんパイクイーン（2016年 - 、テレ朝チャンネル2）シーズン1 - シーズン6

### ラジオ
- 渋マガZ（NHKラジオ第1、2009年4月5日 - 2012年4月1日 ） - 第3部MC
- 〜IDOL SHOWCASE〜 i-BAN!!（NACK5、2011年10月2日 - 2014年9月28日）

### ファッションショー等
- KOBE COLLECTION（2008年8月）
- 渋谷×沖縄　EDGE COLLECTION（2008年6月）

### インターネット
レギュラー
- 超ドラゴンクエストX TV（2013年6月22日、2013年8月3日、2013年8月27日 - ）MC出演

過去のレギュラー
- 椿姫彩菜と高橋名人のゲッチャ（2011年5月4日 - 2013年3月29日）MC出演
- なごなま 〜ゲームクリエイター名越稔洋の生でカンパイ〜（2012年7月30日 - 2013年3月25日）
- 電人☆ゲッチャ！（2013年4月5日 - 2013年9月27日）
- 真夜中のニャーゴ （ホウドウキョク24 木曜日 2015年4月 - ）
- セガなま〜セガゲームクリエイター名越稔洋の生でカンパイ〜（2013年4月22日 - 2021年5月25日）MC出演

単発
- 世界最大級の格ゲー大会 闘劇'10 FINAL（2010年9月18日、9月19日）MC出演
- ゲッチャ！（2011年3月23日、2011年4月20日、2011年4月27日）
- PS3版『機動戦士ガンダム EXTREME VS.』発売記念！ニコ生でタッグ対戦スペシャル!!（2011年12月6日）MC出演
- 【モンハン】『一狩りいこうぜ！3G』ガチ生！（2012年3月20日）
- ドリームクリエイター（2012年9月29日、2012年12月15日）
- 『スプリンターセル ブラックリスト』 特番生放送！（2013年9月12日）
- 『ポケットモンスター X・Y』バトル祭 in ジャンプフェスタ（2013年12月21日）
- がっつりみせます！『ウォッチドッグス』日本語版最速プレイ！（2014年6月2日）MC出演
- 『俺の屍を越えてゆけ2』公式生放送（2014年6月26日、2014年7月17日）MC出演
- 『ポケットモンスター オメガルビー・アルファサファイア』発売記念コスケとめいっぱい楽しむ！（2014年10月2日）
- 【モンスターハンター4G】ガチ生〜一（ひと）狩りいこうぜ！4G放送直前SP〜（2014年11月3日）
- ジャンプフェスタ2015」ポケモンブース スペシャル放送（2014年12月20日、12月21日）
- ぷよぷよ!!クエスト アーケード
  - 『ぷよぷよ!!クエスト アーケード』バージョンアップ記念放送！（2015年7月6日）
  - 『ぷよぷよ!!クエスト アーケード』2周年記念ありがとう！公式放送（2015年11月13日）[27]
- ドラゴンクエスト新作発表会（2015年7月28日）MC出演
- 最高峰のアクションへ「PROJECT DRAGONNEST」“再始動”発表会（2015年8月5日）MC出演
- 『ポケモン超不思議のダンジョン』発売直前スペシャル（2015年9月16日）MC出演
- すっぴん麻雀 ～優勝賞金100万円！負けたらその場ですっぴん公開！～（2016年12月29日、AbemaTV）-  MC
- すっぴん麻雀 presents ガチンコ脱衣麻雀（2017年4月22日、AbemaTV）-  MC[28]
- 新春オールスター麻雀大会2019（2019年1月2日 - 3日、AbemaTV）[29]
- 加藤純一の「ドラゴンクエストライバルズ」シーズン終了までにレジェンド到達する生放送（2019年9月30日）ゲスト出演
- 新春オールスター麻雀大会2020（2020年1月2日 - 3日、AbemaTV）[30]※テレビ朝日でも一部放送

### ゲーム
- 龍が如く3 （2009年2月26日） - 椿姫彩夏（マッサージ嬢）役

### テレビアニメ
- 君に届け 第5話 - 椿彩 役

## ディスコグラフィー
- Heartsleep（2008年5月12日） - 配信限定